# Galata, Loveci
Galata (în bulgară Галата) este un sat în comuna Teteven, regiunea Loveci,  Bulgaria. 

## Demografie
Componența etnică a satului Galata
     Nicio identificare (5,31%)
     Bulgari (94,06%)
     Altele (0,61%)
La recensământul din 2011, populația satului Galata era de 2.596 locuitori. Din punct de vedere etnic, majoritatea locuitorilor (94,06%) erau bulgari. Pentru 5,31% din locuitori nu este cunoscută apartenența etnică.